# Gare de Vallorbe
La gare de Vallorbe est une gare ferroviaire suisse et un bien culturel d'importance nationale, située dans la commune de Vallorbe, dans le canton de Vaud. Édifiée en remplacement de la première gare de Vallorbe, datant du 1er juillet 1870, elle est inaugurée en 1915, mais ouverte à son exploitation le 26 septembre 1913.

## Situation ferroviaire
La gare de Vallorbe se situe sur deux lignes ferroviaires principales suisses : la ligne Cossonay – Vallorbe et la ligne Vallorbe – Le Brassus. La gare de Vallorbe est également une gare frontière où font halte les TGV circulant entre Lausanne et Paris, via la ligne de Dijon-Ville à Vallorbe (frontière). Historiquement, la ville était également située sur la ligne de Pontarlier à Vallorbe (frontière), mais cette dernière est partiellement démontée pendant la Seconde Guerre mondiale.

## Histoire
Lorsque le projet d'un tunnel au Simplon prend forme, une controverse éclate sur les lignes d'accès. Le projet de la Faucille par Genève cède le pas au projet du Mont d'or par Vallorbe. En 1870, la ligne de chemin de fer venant de Daillens, gare d'embranchement sur la ligne Morges-Bussigny-Yverdon ouverte en 1855, atteint la gare frontière de Vallorbe. Cette gare, qui sera remplacée en 1915, est inaugurée le 2 juillet 1870. Jean-Marius François Chaulmontet (1841-1915) en devient le premier chef de gare. En France, la ligne de raccordement depuis Pontarlier à Vallorbe s'achève en 1875. C'est pour cette raison qu'en 1870 il a été décidé que la gare serait située à 806 mètres d’altitude, quelques dizaines de mètres au-dessus de la localité afin d’harmoniser l’altitude de la gare avec la continuation de la ligne française. En 1915, neuf ans après l'ouverture du tunnel du Simplon, la ligne directe Frasne - Vallorbe est ouverte avec le percement du tunnel du Mont-d'Or.
La gare actuelle est construite en 1913-1915 par les architectes lausannois Jean Taillens et Charles Dubois.
Si, dans ses meilleures années de développement, la gare de Vallorbe a compté jusqu'à 250 employés, ce n'est plus le cas de nos jours et des projets d'affectation du bâtiment voyageurs sont en discussion entre la commune, le canton de Vaud et les CFF. Ce dernier est cependant inscrit comme bien culturel suisse d'importance nationale.
Le doublement de la ligne Daillens-Vallorbe est achevé en 1908 et elle est électrifiée en 1925,. C'est également de Vallorbe que part la ligne de chemin de fer en direction de la Vallée de Joux, construite entre 1886 (Le Pont) et 1899. La ligne SNCF Dole-Vallorbe, n'est, quant à elle, électrifiée en 25 kV – 50 Hz qu'en 1958. Durant la Seconde Guerre mondiale, le tunnel frontalier du Mont d'Or est muré. Le tunnel est rouvert après la guerre, mais la ligne Vallorbe-Pontarlier, démontée côté français, n'est jamais reconstruite.
Vallorbe est une gare internationale, du fait qu'elle reçoit des trains de la SNCF. Elle est pourvue d'importantes installations pour le trafic des marchandises et est dotée de fait d'un dépôt de locomotives. Depuis 1958, certaines voies sont dites commutables. Ces voies sont électrifiées sous les deux tensions alternatives (15 kV – 16,7 Hz ou 25 kV – 50 Hz), que le régulateur commute suivant l'évolution en gare de la locomotive suisse ou française.
De 1977 à 1984, la gare est desservie par le train rapide baptisé Jean-Jacques Rousseau, qui assure la relation Paris-Gare-de-Lyon – Genève-Cornavin.
Depuis 1984, le TGV s'arrête aussi dans cette gare. Il s'agit désormais du service Lyria.

## Service des voyageurs

### Accueil
Le bâtiment voyageurs dispose d'un hall communiquant avec le buffet de la gare.
Le guichet, tenu par la société Travys, est ouvert en semaine. Un guichet automatique des CFF est par ailleurs présent dans le hall de gare.

### Desserte

#### RER Vaud
La gare fait partie du réseau RER Vaud, assurant des liaisons rapides à fréquence élevée dans l'ensemble du canton de Vaud. Vallorbe est desservie toutes les heures par les trains de la ligne S3 et S4, totalisant une desserte toutes les demi-heures.
La gare de Vallorbe est également desservie par les trains S circulant aux heures de pointe entre Vallorbe et le Brassus afin de desservir les gares de la vallée de Joux.

#### Trains internationaux

##### TGV Lyria
TGV Lyria Lausanne – Paris (trois allers-retours quotidiens depuis décembre 2019).

##### TER Bourgogne-Franche-Comté
La gare de Vallorbe est la gare tête de ligne d'un certain nombre de liaisons ferroviaires TER Bourgogne-Franche-Comté à destination de la France :
- Ligne Pontarlier – Frasne – Vallorbe (en semaine)
- Ligne Dole – Vallorbe du TER Bourgogne-Franche-Comté (un aller-retour 5 jours/semaine, avec correspondance à Dole vers et depuis Paris, en complément de l'offre Lyria)

### Intermodalité

#### Autocars
Des lignes d'autocars desservent la gare :
- ligne 685 (CarPostal) : Vallorbe – Orbe ;
- TER Bourgogne-Franche-Comté : Vallorbe – Jougne – Frasne (en semaine).

#### Parking
La gare de Vallorbe propose un parc relais d'une capacité de 176 places de stationnement.